# بازی کلیدها
بازی کلیدها (به اسپانیایی: El juego de las llaves) یک مجموعه تلویزیونی کمدی مکزیکی است که توسط ماریسا کوییروگو ساخته شده و نخستین بار در تاریخ ۱۶ اوت ۲۰۱۹ از طریق آمازون پرایم ویدئو پخش گردید. مجموعه دارای یک گروه بازیگر که شامل: مایته پرونی، هامبرتو بوستو، ماریمار وگا، سباستین زوریتا، هوراسیو پانچری، فابیولا کامپومانس، هوگو کاتالان و الا ولدن می‌باشد. در ژانویهٔ ۲۰۲۰، این مجموعه برای فصل دوم و سوم تمدید شد، و فصل دوم آن در ۱۶ سپتامبر ۲۰۲۱و فصل سوم در ۱۴ فوریهٔ ۲۰۲۴ پخش شد.

## نمای کلی
این مجموعه به زندگی چهار زوج که مدتها دوستان صمیمی بوده‌اند و پس از رویارویی با دوست چند ساله آنان «سرخیو مورالس» و دوست دخترش «سینا» با «مهمانی کلید» که منجر به سکس ضربدری می‌شود آشنا شده و تصمیم می‌گیرند آن را تجربه کنند، و در عین حال به مسائلی چون تک‌همسری در روابط بلندمدت، خودشناسی و عاشق نشدن نیز پایبند باشند.

## بازیگران
- مایته پرونی در نقش آدریانا (آدری) رومرو (فصل ۱–۲)
- سباستین زوریتا در نقش سرخیو مورالس (فصل ۱)
- ماریمار وگا در نقش گابریل «گبی» آلبران (فصل ۱–۲)
- هامبرتو بوستو در نقش اسکار رومرو
- هوراسیو پانچری در نقش والنتین لومباردو
- هوگو کاتالان در نقش لئوناردو «لئو» کوئواس
- الا ولدن در نقش سینا (فصل ۱–۲)
- فابیولا کامپومانس در نقش باربارا کوئواس
- کریستیان د لا فوئنته در نقش گیلرمو (فصل ۲)
- الخاندرا گوزمان در نقش آسترید (فصل ۲)
- لورا لئون در نقش گلوریا (فصل ۲)
- گابی اسپینو در نقش اولیویا (فصل ۳)
- آلخاندرو د لا مادرید در نقش ساموئل (فصل ۳)
- آنتونیو فورتیه در نقش روبن (فصل ۳ کامل؛ فصل ۲ دوره‌ای)
- لوئیس وگاس در نقش جرونیمو (فصل ۳)
- هلنا هارو در نقش کارمن (فصل ۳؛ فصل‌های ۱ و ۲ به صورت دوره‌ای)
- کاساندرا سانچز ناوارو در نقش دانیلا (فصل ۳)

## فصل‌ها

### نمای کلی سریال
| فصل | قسمت‌ها | قسمت‌ها | تاریخ اصلی روی آنتن رفتن | تاریخ اصلی روی آنتن رفتن |
| فصل | قسمت‌ها | قسمت‌ها | اولین بار                | آخرین بار                |
| --- | ------ | ------ | ------------------------ | ------------------------ |
| ۱   | ۱۰     | ۱۰     | ۱۶ اوت ۲۰۱۹              | ۳۰ اوت ۲۰۱۹              |
| ۲   | ۸      | ۸      | ۱۶ سپتامبر ۲۰۲۱          | ۳۰ سپتامبر ۲۰۲۱          |

## جوایز
| سال  | جایزه                   | عنوان                                     | نامزد شده   | نتیجه    | منبع.       |
| ---- | ----------------------- | ----------------------------------------- | ----------- | -------- | ----------- |
| ۲۰۱۹ | جی‌کیو مکزیک             | بهترین مجموعه تلویزیونی سال               | بازی کلیدها | برنده    | [ ۵ ]       |
| ۲۰۲۰ | 31st GLAAD Media Awards | مجموعه تلویزیونی برجسته به زبان اسپانیایی | بازی کلیدها | نامزدشده | [ ۶ ] [ ۷ ] |